# Subancistrocerus palauensis
Subancistrocerus palauensis är en stekelart som beskrevs av Joseph Charles Bequaert och Yasu. 1939.
Subancistrocerus palauensis ingår i släktet Subancistrocerus och familjen Eumenidae. Inga underarter finns listade i Catalogue of Life.